# Derde Weg (vredesbeweging)
De Derde Weg was een stroming binnen de Nederlandse vredesbeweging, opgericht in 1951 door een aantal intellectuelen waaronder Jef Suys, Sam de Wolff, W.F. Wertheim, Jacq Engels, G.J. Geerts en J. de Ridder.
De Derde Weg wilde zich niet neerleggen bij een keuze tussen Oost en West als enige alternatieven en zich niet laten inschakelen bij een van de toenmalige machtsblokken. NAVO en Warschaupact (toen nog Cominform) werden beide afgewezen. Verschillende oprichters werden later actief in de Pacifistisch Socialistische Partij. Met het opkomen van de nieuwe anti-kernwapenbeweging aan het begin van de jaren tachtig revitaliseerde zich ook het Derde Weg-denken.